# Unione Sportiva Cremonese 1985-1986
Questa pagina raccoglie le informazioni riguardanti l'Unione Sportiva cremonese nelle competizioni ufficiali della stagione 1985-1986.

## Stagione
Nella stagione 1985-1986 la Cremonese ha disputato il campionato di Serie B, classificandosi in nona posizione con 37 punti, il torneo ha sancito la promozione in Serie A di Ascoli, Brescia e Vicenza. In Coppa Italia la squadra viene eliminata al primo turno nel quinto girone, totalizzando una vittoria, un pareggio e tre sconfitte nel girone.
La stagione 1985-1986 è l'ultima avventura delle cinque di Emiliano Mondonico sulla panchina grigiorossa, ed è una stagione piuttosto mediocre, terminata con una tranquilla salvezza. Rispetto alla Cremonese della scorsa stagione in Serie A, non ci sono più Romano Galvani, Fulvio Bonomi, Sergio Paolinelli e Juary. L'avvio è subito difficile, per ottenere la prima vittoria bisogna aspettare la sesta giornata (2-0) al Pescara. Al giro di boa la Cremonese è sesta, alle spalle delle prime, ma nel ritorno la squadra grigiorossa si disunisce e cala alla distanza, chiudendo il torneo cadetto con il nono posto finale. La stella della squadra è Alviero Chiorri che con il suo piede sinistro incanta i tifosi, ma segna poco, solo 5 reti, comunque il bottino migliore della squadra per questa stagione, che condivide con Claudio Bencina e Giancarlo Finardi.

## Rosa
| N. |                   | Ruolo | Calciatore         |
| -- | ----------------- | ----- | ------------------ |
|    | Italia (bandiera) | C     | Claudio Bencina    |
|    | Italia (bandiera) | C     | Gabriele Bongiorni |
|    | Italia (bandiera) | A     | Alviero Chiorri    |
|    | Italia (bandiera) | D     | Filippo Citterio   |
|    | Italia (bandiera) | C     | Roberto Correnti   |
|    | Italia (bandiera) | C     | Ettore Ferraroni   |
|    | Italia (bandiera) | C     | Giancarlo Finardi  |
|    | Italia (bandiera) | C     | Roberto Galletti   |
|    | Italia (bandiera) | A     | Giuseppe Galluzzo  |
|    | Italia (bandiera) | D     | Felice Garzilli    |
|    | Italia (bandiera) | D     | Silvio Giorgi      |
|    | Italia (bandiera) | D     | Luigi Gualco       |

| N. |                    | Ruolo | Calciatore            |
| -- | ------------------ | ----- | --------------------- |
|    | Italia (bandiera)  | A     | Attilio Lombardo      |
|    | Italia (bandiera)  | C     | Graziano Mazzoni      |
|    | Italia (bandiera)  | C     | Marco Merlo           |
|    | Italia (bandiera)  | D     | Mario Montorfano      |
|    | Italia (bandiera)  | A     | Marco Nicoletti       |
|    | Italia (bandiera)  | D     | Enrico Pedretti       |
|    | Italia (bandiera)  | A     | Claudio Pelosi        |
|    | Italia (bandiera)  | P     | Michelangelo Rampulla |
|    | Italia (bandiera)  | C     | Luca Torresani        |
|    | Italia (bandiera)  | C     | Walter Viganò         |
|    | Italia (bandiera)  | P     | Giacomo Violini       |
|    | Polonia (bandiera) | D     | Władysław Żmuda       |

## Risultati

### Campionato

#### Girone di andata
| Arbitro: | Sguizzato (Verona) |

|                       |           |  |
| G. De Rosa 56’ (rig.) | Marcatori |  |

| Arbitro: | Vecchiatini (Bologna) |

|                 |           |           |
| Schio 4’ (aut.) | Marcatori | 84’ Schio |

| Arbitro: | Greco (Lecce) |

|                                    |           |             |
| De Vitis 33’ Montorfano 84’ (aut.) | Marcatori | 50’ Bencina |

| Cremona 29 settembre 1985 4ª giornata | Cremonese          | 0 – 0 | Catanzaro | Stadio Giovanni Zini\| Arbitro: \| D'Innocenzo (Roma) \| |
| Arbitro:                              | D'Innocenzo (Roma) |       |           |                                                          |

| Arbitro: | Gabbrielli (Prato) |

|                    |           |  |
| Bencina 72’ (aut.) | Marcatori |  |

| Arbitro: | Tubertini (Bologna) |

|                                 |           |  |
| Mazzoni 74’ M. Rossi 81’ (aut.) | Marcatori |  |

| Brescia 20 ottobre 1985 7ª giornata | Brescia       | 0 – 0 | Cremonese | Stadio Mario Rigamonti\| Arbitro: \| Testa (Prato) \| |
| Arbitro:                            | Testa (Prato) |       |           |                                                       |

| Cremona 27 ottobre 1985 8ª giornata | Cremonese       | 0 – 0 | Arezzo | Stadio Giovanni Zini\| Arbitro: \| Ongaro (Rovigo) \| |
| Arbitro:                            | Ongaro (Rovigo) |       |        |                                                       |

| Arbitro: | Cassi (Pisa) |

|  |           |             |
|  | Marcatori | 71’ Bencina |

| Arbitro: | Pirandola (Lecce) |

|                            |           |                |
| Lombardo 65’ Nicoletti 80’ | Marcatori | 73’ Morbiducci |

| Arbitro: | Tubertini (Bologna) |

|                          |           |  |
| O. Tacchi 26’ Mileti 55’ | Marcatori |  |

| Arbitro: | Boschi (Parma) |

|                                             |           |  |
| Bencina 12’ 32’ Bongiorni 60’ Nicoletti 89’ | Marcatori |  |

| Arbitro: | Fabricatore (Roma) |

|            |           |               |
| Rondon 30’ | Marcatori | 19’ Nicoletti |

| Arbitro: | Lo Bello (Siracusa) |

|             |           |                         |
| Bencina 11’ | Marcatori | 17’ Bonomi 29’ Vincenzi |

| Arbitro: | Pellicanò (Reggio Calabria) |

|           |           |             |
| Bolis 32’ | Marcatori | 36’ Chiorri |

| Arbitro: | Pairetto (Torino) |

|                                 |           |          |
| Finardi 18’ (rig.) Galluzzo 66’ | Marcatori | 75’ Caso |

| Arbitro: | Baldi (Roma) |

|                                            |           |                                  |
| Gualco 40’ Finardi 45’ (rig.) Garzilli 83’ | Marcatori | 7’ Agostini 49’ (rig.) Gibellini |

| Arbitro: | Gabrielli (Prato) |

|                   |           |              |
| Borghi 38’ (rig.) | Marcatori | 26’ Galluzzo |

| Cremona 19 gennaio 1986 19ª giornata | Cremonese   | 0 – 0 | Campobasso | Stadio Giovanni Zini\| Arbitro: \| Novi (Pisa) \| |
| Arbitro:                             | Novi (Pisa) |       |            |                                                   |

#### Girone di ritorno
| Cremona 26 gennaio 1986 20ª giornata | Cremonese        | 0 – 0 | Cagliari | Stadio Giovanni Zini\| Arbitro: \| Cornieti (Forlì) \| |
| Arbitro:                             | Cornieti (Forlì) |       |          |                                                        |

| Arbitro: | Amendolia (Messina) |

|             |           |             |
| Ginelli 39’ | Marcatori | 20’ Mazzoni |

| Arbitro: | Gabbrielli (Prato) |

|             |           |              |
| Finardi 55’ | Marcatori | 78’ Pallanch |

| Arbitro: | Baldas (Trieste) |

|  |           |                                 |
|  | Marcatori | 38’ (rig.) Finardi 87’ Lombardo |

| Arbitro: | Coppetelli (Tivoli) |

|                    |           |                                     |
| Finardi 35’ (rig.) | Marcatori | 8’ Pradella 61’ (rig.) En. Nicolini |

| Arbitro: | Vecchiatini (Bologna) |

|                |           |  |
| De Martino 41’ | Marcatori |  |

| Arbitro: | Leni (Perugia) |

|  |           |           |
|  | Marcatori | 41’ Gobbo |

| Arbitro: | Sguizzato (Verona) |

|                   |           |              |
| Muraro 70’ (rig.) | Marcatori | 46’ Lombardo |

| Arbitro: | Ongaro (Rovigo) |

|                        |           |                                    |
| Cinello 15’ Cerone 84’ | Marcatori | 20’ Nicoletti 89’ (rig.) Bongiorni |

| Arbitro: | Greco (Lecce) |

|                 |           |  |
| De Stefanis 20’ | Marcatori |  |

| Arbitro: | Coppetelli (Tivoli) |

|                           |           |  |
| Bongiorni 35’ Chiorri 55’ | Marcatori |  |

| Empoli 27 aprile 1986 31ª giornata | Empoli                    | 0 – 0 | Cremonese | Stadio Carlo Castellani\| Arbitro: \| Pezzella (Frattamaggiore) \| |
| Arbitro:                           | Pezzella (Frattamaggiore) |       |           |                                                                    |

| Arbitro: | Mattei (Macerata) |

|                           |           |                            |
| Bongiorni 73’ Chiorri 82’ | Marcatori | 11’ Savino 36’ Schincaglia |

| Arbitro: | Lamorgese (Potenza) |

|                |           |  |
| G. Iachini 17’ | Marcatori |  |

| Arbitro: | Novi (Pisa) |

|             |           |  |
| Chiorri 23’ | Marcatori |  |

| Roma 25 maggio 1986 35ª giornata | Lazio            | 0 – 0 | Cremonese | Stadio Olimpico\| Arbitro: \| Paparesta (Bari) \| |
| Arbitro:                         | Paparesta (Bari) |       |           |                                                   |

| Arbitro: | Sguizzato (Verona) |

|  |           |              |
|  | Marcatori | 60’ Lombardo |

| Cremona 8 giugno 1986 37ª giornata | Cremonese        | 0 – 0 | Catania | Stadio Giovanni Zini\| Arbitro: \| Cornieti (Forlì) \| |
| Arbitro:                           | Cornieti (Forlì) |       |         |                                                        |

| Arbitro: | Novi (Pisa) |

|                          |           |             |
| Perrone 52’ Vagheggi 68’ | Marcatori | 76’ Chiorri |

### Coppa Italia

#### Quinto girone
| Arbitro: | Mattei (Macerata) |

|  |           |                             |
|  | Marcatori | 76’ Galderisi 80’ Turchetta |

| Arbitro: | Greco (Lecce) |

|                   |           |                                        |
| Pradella 66’, 89’ | Marcatori | 23’ Galluzzo 34’ Finardi 88’ Bongiorni |

| Arbitro: | Tarallo (Como) |

|              |           |             |
| Galluzzo 13’ | Marcatori | 76’ Madonna |

| Arbitro: | Pezzella (Frattamaggiore) |

|                                   |           |             |
| Muro 49’ Kieft 55’ F. Mariani 66’ | Marcatori | 53’ Bencina |

| Arbitro: | Pellicanò (Reggio Calabria) |

|           |           |  |
| Bordin 5’ | Marcatori |  |

## Statistiche

### Statistiche di squadra
| Competizione | Punti | In casa | In casa | In casa | In casa | In casa | In casa | In trasferta | In trasferta | In trasferta | In trasferta | In trasferta | In trasferta | Totale | Totale | Totale | Totale | Totale | Totale | DR |
| Competizione | Punti | G       | V       | N       | P       | Gf      | Gs      | G            | V            | N            | P            | Gf           | Gs           | G      | V      | N      | P      | Gf     | Gs     | DR |
| ------------ | ----- | ------- | ------- | ------- | ------- | ------- | ------- | ------------ | ------------ | ------------ | ------------ | ------------ | ------------ | ------ | ------ | ------ | ------ | ------ | ------ | -- |
| Serie B      | 37    | 19      | 7       | 9       | 3       | 24      | 15      | 19           | 3            | 8            | 8            | 11           | 16           | 38     | 10     | 17     | 11     | 35     | 31     | +4 |
| Coppa Italia | 3     | 2       | 0       | 1       | 1       | 1       | 3       | 3            | 1            | 0            | 2            | 4            | 6            | 5      | 1      | 1      | 3      | 5      | 9      | -4 |
| Totale       |       | 21      | 7       | 10      | 4       | 25      | 18      | 22           | 4            | 8            | 10           | 15           | 22           | 43     | 11     | 18     | 14     | 40     | 40     | 0  |

### Statistiche dei giocatori
| Giocatore     | Serie B  | Serie B | Serie B     | Serie B    | Coppa Italia | Coppa Italia | Coppa Italia | Coppa Italia | Totale   | Totale | Totale      | Totale     |
| Giocatore     | Presenze | Reti    | Ammonizioni | Espulsioni | Presenze     | Reti         | Ammonizioni  | Espulsioni   | Presenze | Reti   | Ammonizioni | Espulsioni |
| ------------- | -------- | ------- | ----------- | ---------- | ------------ | ------------ | ------------ | ------------ | -------- | ------ | ----------- | ---------- |
| C. Bencina    | 37       | 5       | ?           | ?          | ?            | ?            | ?            | ?            | 37+      | 5+     | ?           | ?          |
| G. Bongiorni  | 33       | 4       | ?           | ?          | ?            | ?            | ?            | ?            | 33+      | 4+     | ?           | ?          |
| A. Chiorri    | 23       | 5       | ?           | ?          | ?            | ?            | ?            | ?            | 23+      | 5+     | ?           | ?          |
| F. Citterio   | 35       | 0       | ?           | ?          | ?            | ?            | ?            | ?            | 35+      | 0+     | ?           | ?          |
| R. Correnti   | 4        | 0       | ?           | ?          | ?            | ?            | ?            | ?            | 4+       | 0+     | ?           | ?          |
| E. Ferraroni  | 5        | 0       | ?           | ?          | ?            | ?            | ?            | ?            | 5+       | 0+     | ?           | ?          |
| G. Finardi    | 33       | 5       | ?           | ?          | ?            | ?            | ?            | ?            | 33+      | 5+     | ?           | ?          |
| R. Galletti   | 18       | 0       | ?           | ?          | ?            | ?            | ?            | ?            | 18+      | 0+     | ?           | ?          |
| G. Galluzzo   | 20       | 2       | ?           | ?          | ?            | ?            | ?            | ?            | 20+      | 2+     | ?           | ?          |
| F. Garzilli   | 36       | 1       | ?           | ?          | ?            | ?            | ?            | ?            | 36+      | 1+     | ?           | ?          |
| S. Giorgi     | 1        | 0       | ?           | ?          | ?            | ?            | ?            | ?            | 1+       | 0+     | ?           | ?          |
| L. Gualco     | 25       | 1       | ?           | ?          | ?            | ?            | ?            | ?            | 25+      | 1+     | ?           | ?          |
| A. Lombardo   | 31       | 4       | ?           | ?          | ?            | ?            | ?            | ?            | 31+      | 4+     | ?           | ?          |
| G. Mazzoni    | 19       | 2       | ?           | ?          | ?            | ?            | ?            | ?            | 19+      | 2+     | ?           | ?          |
| M. Merlo      | 1        | 0       | ?           | ?          | ?            | ?            | ?            | ?            | 1+       | 0+     | ?           | ?          |
| M. Montorfano | 34       | 0       | ?           | ?          | ?            | ?            | ?            | ?            | 34+      | 0+     | ?           | ?          |
| M. Nicoletti  | 29       | 4       | ?           | ?          | ?            | ?            | ?            | ?            | 29+      | 4+     | ?           | ?          |
| E. Pedretti   | 1        | 0       | ?           | ?          | ?            | ?            | ?            | ?            | 1+       | 0+     | ?           | ?          |
| C. Pelosi     | 5        | 0       | ?           | ?          | ?            | ?            | ?            | ?            | 5+       | 0+     | ?           | ?          |
| M. Rampulla   | 37       | -29     | ?           | ?          | ?            | ?            | ?            | ?            | 37+      | -29+   | ?           | ?          |
| G. Recaldini  | 1        | 0       | ?           | ?          | ?            | ?            | ?            | ?            | 1+       | 0+     | ?           | ?          |
| L. Torresani  | 8        | 0       | ?           | ?          | ?            | ?            | ?            | ?            | 8+       | 0+     | ?           | ?          |
| W. Viganò     | 22       | 0       | ?           | ?          | ?            | ?            | ?            | ?            | 22+      | 0+     | ?           | ?          |
| G. Violini    | 1        | -2      | ?           | ?          | ?            | ?            | ?            | ?            | 1+       | -2+    | ?           | ?          |
| W. Zmuda      | 28       | 0       | ?           | ?          | ?            | ?            | ?            | ?            | 28+      | 0+     | ?           | ?          |